# مینسووتا (نبراسکا)
مینسووتا(به انگلیسی: St. Paul) شهری در ایالت نبراسکا کشور ایالات متحده آمریکا است که جمعیت آن در سرشماری سال ۲۰۱۰ میلادی، ۲٬۲۹۰ نفر بوده‌است.